# Kematerspitze
Kematerspitze är ett berg i Österrike.   Det ligger i förbundslandet Tyrolen, i den centrala delen av landet, 300 km väster om huvudstaden Wien. Toppen på Kematerspitze är 3 005 meter över havet, eller 100 meter över den omgivande terrängen. Bredden vid basen är 0,20 km.
Terrängen runt Kematerspitze är huvudsakligen bergig, men åt sydost är den kuperad. Runt Kematerspitze är det ganska glesbefolkat, med 26 invånare per kvadratkilometer.. Det finns inga samhällen i närheten. 
Trakten runt Kematerspitze består i huvudsak av gräsmarker.